# ЦУП-Л
ЦУП НПО им. Лавочкина (ЦУП-Л) — общее название всех центров управления полетами аппаратов разработки АО "НПО имени С.А. Лавочкина", как правило, научного назначения. Современные сектора ЦУП-Л расположены в городе Химки Московской области на территории одноименного предприятия.
Один из старейших ЦУП страны (с 1966 года).

## Специфика работы
Специфика ЦУП-Л заключается в управлении космическими аппаратами научного назначения силами разработчиков, в данном случае — специалистами НПО им. С.А. Лавочкина (ранее — машиностроительного завода им. Лавочкина), как головного предприятия (с 1965 года) по производству КА для дальнего космоса.

## Структура
В структуре ЦУП-Л находятся территориальные единицы — сектор летных испытаний (ЦПИ), сектор управления аппаратами дальнего космоса (ЦУП ДКА), а также общефедеральная система связи для работы с наземными станциями и платформа программного обеспечения. На территории АО "НПО Лавочкина" также находится собственная многодиапазонная приёмная станция с антенной типа НС-3.7Л.
В состав ЦУП-Л входили центры управления космических аппаратов:
- сектор главного конструктора лунных программ, на базе ЦДКС (включая проекты "Луноход") (1966-1976),
- сектор главного конструктора программы изучения Венеры, на базе ЦДКС (1967-1983),
- сектор главного конструктора КА "Астрон" (1983-1989),
- сектор главного конструктора АМС "Вега" (1984-1985),
- сектор главного конструктора КА "Фобос-1", КА "Фобос-2" (1988-1990),
- сектор главного конструктора КА "Гранат" (1989-1999),
- ЦУП КА "Марс-96" (1996),
- ЦУП КА "Купон" (1997-1998),
- центр проведения испытаний КА "Интербол" (1995-2001),
- ЦУП КА "Спектр-Р" (проект "Радиоастрон") (2011-2019),
- ЦУП КА "Фобос-Грунт" (2011-2012),
- ЦУП КА серии "МКА-ФКИ" (2012-2015),
- комплекс главного конструктора для сопровождения выведения разгонным блоком "Фрегат" полезной нагрузки (1999 - н.в.),
- сектор главного конструктора КА серии "Электро-Л" (2010 - н.в.),
- сектор главного конструктора КА серии "Арктика" (2021 - н.в.),
- сектор главного конструктора КА "Спектр-РГ" (2019 - н.в.),
- ЦУ посадочной платформой "ЭкзоМарс-2022" (2022, запуск отменён),
- сектор главного конструктора КА "Луна-25" (планируется запуск).

## История

### Работа в составеЦДКC«Евпатория»

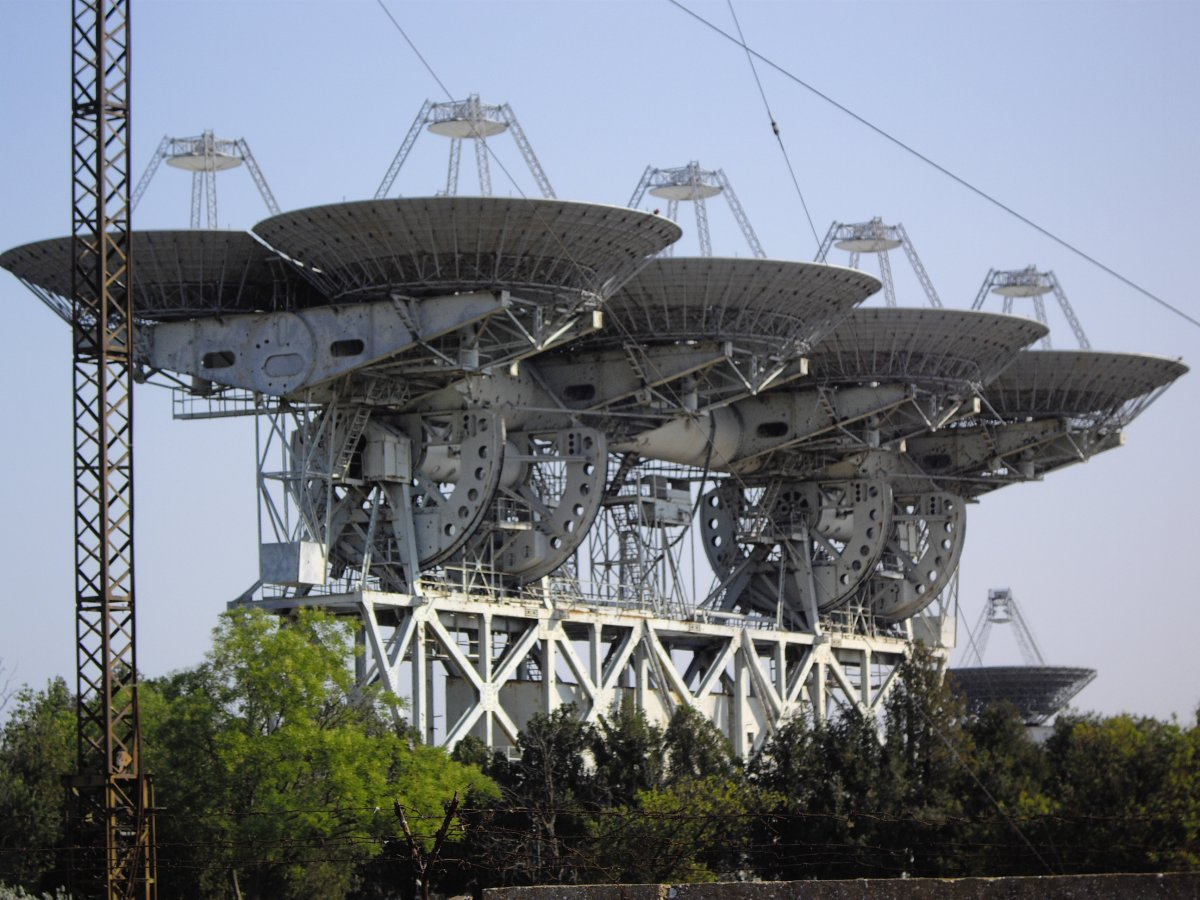
Одна из двух приемных антенн АДУ-1000 в Центре дальней космической связи.

После передачи в 1965 году ряда наработок из ОКБ-1 в НПО-Л, предприятие, возглавляемое Г.Н. Бабакиным, приступило к разработке серий КА для изучения планет солнечной системы. В силу невысокого, по современным меркам, уровня развития телекоммуникационных средств передачи и обработки данных, управление такими КА традиционно осуществлялось непосредственно с наземных командно-измерительных пунктов, находящихся в ведении МО СССР.
Первая очередь системы «Плутон» была изготовлена ещё в 1960-м году, полностью комплекс состоял из разнесенных одной передающей и двух приемных антенных систем.
Такое разделение отражало особенности работ с КА, находящимися на большом удалении от Земли и сигнал с которых мог преодолевать это расстояние в течение нескольких минут.
В 1980-м году недалеко от п. Молочное близ Евпатории был введён в эксплуатацию комплекс П-2500 в составе системы «Квант-Д» и группа управления переехала в здание ЦДКС на 3-й площадке НИП.
В этом здании Главная оперативная группа управления (ГОГУ) работала вплоть до 2000 года, когда завершились работы по последнему из советских проектов - Интербол.
После аннексии Крыма Россией комплекс П-2500 был передан в структуру Минобороны России. По состоянию на конец 2015 года, научная деятельность с использованием П-2500 не проводится, а имеющееся представительство НПО им.С.А.Лавочкина в г.Евпатория не имеет отношения к решению задач управления полетами.

### Создание ЦПИ
В 1995 году для управления космическими аппаратами «Купон» и «Марс-96» был введён в строй Центр проведения (лётных) испытаний (ЦПИ) на основной территории НПО им. Лавочкина в Химках.
В составе ЦПИ работают группы баллистико-навигационного, командно-программного и телеметрического обеспечения, сектор оперативного управления, группа поддержки систем связи.
С 2011 ЦПИ используется для работ с КА на платформе "Навигатор" - "Электро", "Арктика", "Спектр-Р", "Спектр-РГ".

### ЦУП ДКА
В 2011 году введен в эксплуатацию сектор ДКА, также расположенный на основной территории НПО им. Лавочкина в Химках. ЦУП ДКА предназначен для управления космическими аппаратами дальнего космоса. 
ЦУП ДКА принял участие в управлении миссией «Фобос-Грунт», планируется для использования в экспедициях «Луна-Глоб» и «Луна-Ресурс».

## Руководители
До распада СССР технологическое руководство работой ЦУП-Л выполнялось руководителем ГОГУ каждого конкретного космического проекта.
По причине использования большого числа наземных средств Министерства обороны, руководителем ГОГУ также назначался представитель МО СССР, который отвечал, в том числе, за готовность инфраструктуры, программного обеспечения, координацию кооперации.
Начиная с проекта Марс-96, руководителем ГОГУ становится представитель НПО имени С.А. Лавочкина, при этом назначается общий руководитель ЦУП-Л для осуществления кросс-проектного руководства и решения технологических задач управления полётом.
Руководители ЦУП-Л:
1993 - 2005 гг. — К.Г. Суханов
2005 - 2006 гг. — Ю.К. Зайко
2006 - 2016 гг. —  Ю.В. Казакевич
2016 - н.в. — Д.Н. Корсаков